# Orange Pekoe
Pour le thé, voir Grades du thé noir
Orange Pekoe est un groupe japonais formé en 1998. C'est avec leur single Happy valley, en 2002, que le groupe commence réellement à se faire connaitre.
La formation est composée de deux membres que sont Kazuma Fujimoto (guitariste, compositeur, arrangeur) et Tomoko Nagashima (écriture des paroles et chant), tous deux originaires de la préfecture de Hyōgo.

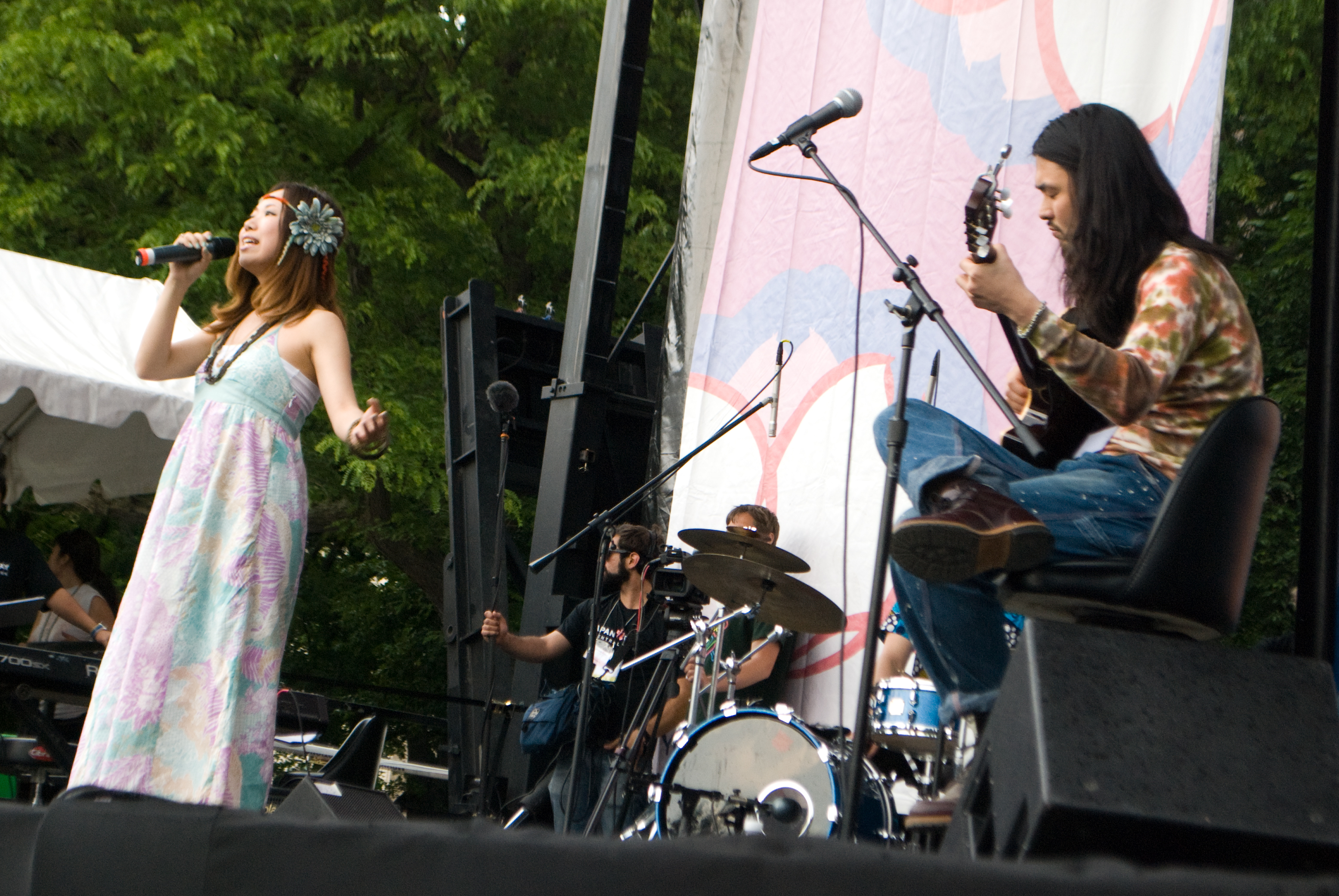
Orange Pekoe, en 2009.

## Style
Bien que les compositions de Fujimoto soient largement influencées par le jazz, d'autres styles musicaux transparaissent également. On retrouve ainsi des éléments de samba et de bossa nova. Celui-ci a par ailleurs dit être influencé par divers artistes comme les Beatles, Stevie Wonder et Milton Nascimento.

## Discographie

### Albums
- Organic Plastic Music (22 mai 2002)
- Modern Lights (2 juillet 2003)
- Poetic Ore ; Invisible Beautiful Realism (7 juillet 2004)
- Live2004 (23 février 2005)
- Grace (14 décembre 2005)
- Best Remixes(& Clips) (22 novembre 2006)
- Wild Flowers (21 novembre 2007)
- Crystalismo (8 juillet 2009)

### singles
- Taiyō no Kakera (太陽のかけら?, 23 août 2001)
- Yawarakana Yoru (やわらかな夜?, 27 février 2002)
- Happy Valley (24 avril 2002)
- Honeysuckle (24 juin 2002)
- Beautiful Thing (6 novembre 2002)
- Gokurakuchō ~Bird of Paradise~ (極楽鳥 ～Bird of Paradise～?, 21 mai 2003)
- Songbird (ソングバード?, 26 mai 2004)
- Koganeiro no Hane (黄金色の羽根?, 29 juin 2005)
- Sora no Niwa (空の庭?, 12 octobre 2005)
- Kirakira (キラキラ?, 5 septembre 2007)
- Marigold/Crystarhythm (マリーゴールド/クリスタリズム?, 27 mai 2009)

### Mini-albums
- orangepekoe (20 avril 2001)
- orangepekoe in autumn (4 novembre 2004)

### DVD
- Live from Poetic Ore Tour (29 juillet 2005)